# Peter Carls
Peter Wilhelm Carls (* 3. Januar 1937 in Hannover; † 8. September 2020 in Braunschweig) war ein deutscher Paläontologe und Hochschullehrer.

## Ausbildung und Werdegang
Nach dem Abitur am Johanneum Lüneburg 1957 studierte Carls zunächst bis 1958 in Hamburg, danach in Würzburg Geologie. 1962 erlangte er dort sein Diplom, 1965 wurde er mit der Arbeit „Jung-silurische und unterdevonische Schichten der östlichen Iberischen Ketten (NE-Spanien)“ zum Dr. rer. nat. promoviert. Anschließend war er kurzzeitig als Geologe für die Homestake Mining Co. in Sevilla tätig, bevor er zunächst als Forschungsstipendiat, dann als Wissenschaftliche Hilfskraft und Wissenschaftlicher Assistent in Würzburg arbeitete. Von 1972 bis 1977 war Carls dort Akademischer Rat. Schließlich erhielt er 1977 seine Habilitation für Geologie und Paläontologie an der Julius-Maximilians-Universität Würzburg.

## Wirken
Ab 1978 war Carls Professor an der Technischen Universität Braunschweig. Neben seiner Lehrtätigkeit erlangte Carls durch die Entdeckung und Erstbeschreibung der Gattung Carolowilhelmina, einer Spezies aus der Gruppe der Arthrodira aus dem Mitteldevon, Bekanntheit.
Im Jahr 2017 erhielt er die Pander-Medaille der Pander Society.